# Réseau tolérant aux délais
 (mai 2008).
Si vous disposez d'ouvrages ou d'articles de référence ou si vous connaissez des sites web de qualité traitant du thème abordé ici, merci de compléter l'article en donnant les références utiles à sa vérifiabilité et en les liant à la section « Notes et références ».
Pour les articles homonymes, voir DTN.
Les réseaux tolérants aux délais (en anglais, delay-tolerant networking ou DTN) sont des réseaux informatiques conçus pour supporter des latences de plusieurs minutes.
Ils sont dès lors utiles pour fonctionner sur de très longues distances comme pour des télécommunications spatiales pour lesquels la latence atteint parfois des heures, voire des jours. De tels réseaux peuvent également s'avérer utiles lorsque l’interférence est extrême ou bien les ressources sont surchargées. 
Ces réseaux nécessitent un matériel à grande capacité de stockage de données. Ils doivent être tolérants aux pertes de puissance prolongées ainsi qu’au redémarrage des systèmes. Ils doivent également être immédiatement accessibles à tout moment.